# Kolumbianische Nationalbibliothek

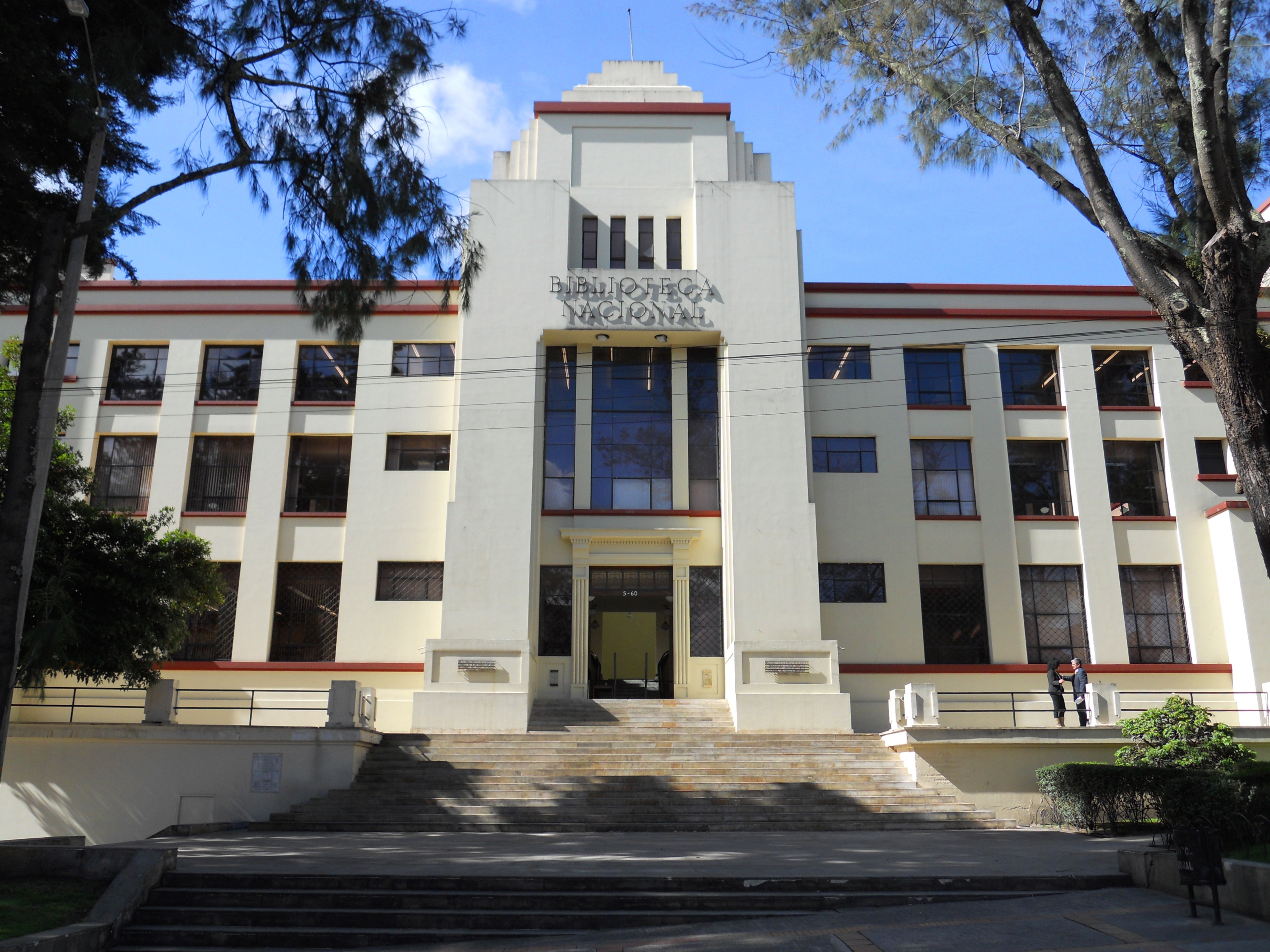
Kolumbianische Nationalbibliothek im Jahre 2011

Die Kolumbianische Nationalbibliothek (spanisch Biblioteca Nacional de Colombia; BNC) in Bogotás Stadtteil Santa Fe ist die älteste Nationalbibliothek Lateinamerikas und untersteht dem Kolumbianischen Kulturministerium. Sie ist nur für Akademiker und mit Empfehlungsschreiben zugänglich.
Sie wurde 1777 durch den spanischen Offizier und Kolonialverwalter Manuel de Guirior gegründet. Die ersten Bestände entstammten der Jesuitischen Mission in Südamerika. 1825 wurde die heutige Bibliothek auf Wunsch des Vizepräsidenten Großkolumbiens Francisco de Paula Santander auf dem Gelände des Colegio Mayor de San Bartolomé errichtet. Seit 1995 müssen alle Medien einmal an die Nationalbibliothek abgegeben werden.
Zu den größeren Schenkungen gehörten die Privatbibliotheken von Schriftstellern und Politikern wie Miguel Antonio Caro, Marco Fidel Suárez, Rufino José Cuervo, Manuel del Socorro Rodríguez, Germán Arciniegas, Jorge Isaacs, Manuel Ancízar und Eduardo Santos sowie Exemplare der United Nations Library. Der derzeitige Bestand umfasst mehrere Inkunabeln, 610 Manuskripte und 22.000 Zeitungen und Zeitschriften, insgesamt 2 Millionen Medien.
Neben ihrer originären Aufgabe bildet die Bibliothek auch Bibliothekare aus.